# Yellow Dog Linux
Yellow Dog Linux er en open source Linux-distribution skabt for at kunne køre på en PowerPC processor. Den blev først udgivet i 1999 af Terra Soft Solutions, et firma baseret i Colorado. Den kommer installeret med KDE brugerfladen, men GNOME er også understøttet. Yellow Dog Linux blev viderudviklet ud fra Fedora Core og derfor benytter den sig af RPM-pakkesystemet. 
Yellow Dog Linux kan hentes gratis fra distributionens hjemmeside, men der eksisterer også 3 kommercielle varianter, som kan købes online.

## Udgivelser
- Yellow Dog Linux 5.0 – 27. november 2006
- Yellow Dog Linux 6.0 – 6. februar 2008

| Tux | Spire Denne Linuxartikel er en spire som bør udbygges. Du er velkommen til at hjælpe Wikipedia ved at udvide den. |